# 김현경 (1974년)
김현경(1974년 6월 24일 ~ )은 대한민국의 기자다
.

## 학력
- 연세대학교 사회학과 학사

## 경력
- 2000년 2월 KBS 26기 공채 기자
- KBS 정치부 기자
- KBS 경제부 기자
- KBS 법조팀 기자
- KBS 사회부 기자
- KBS 의료복지팀 기자
- KBS 국제부 기자
- KBS 앵커
- KBS 보도본부 보도국 경제부 기자

## 방송
| 연도        | 방송 채널 | 제목             | 담당      | 진행기간                                           | 비고          |
| ----------- | --------- | ---------------- | --------- | -------------------------------------------------- | ------------- |
| 2014 ~ 2015 | KBS2      | KBS 일요뉴스타임 | 진행      | 2014년 2월 9일 ~ 2015년 8월 16일                   |               |
| 2015 ~ 2023 | KBS2      | KBS 재난방송센터 | 첫진행    | 2015년 9월 6일 ~ 2023년 5월 28일                   |               |
| 2016        | KBS1      | 생방송 심야토론  | 진행      | 2016년 1월 8일 ~ 8월 5일                           |               |
| 2023 ~ 2025 | KBS1      | KBS 뉴스 9       | 주말 진행 | 2023년 11월 18일 ~ 2025년 3월 9일                  |               |
| 2023 ~ 2025 | KBS2      | KBS 재난방송센터 | 재진행    | 2023년 11월 19일 ~ 2025년 3월 9일                  |               |
| 2024        | KBS1      | KBS 뉴스광장     | 임시진행  | 2024년 8월 26일 ~ 30일                             | 평일 임시진행 |
| 2024        | KBS1      | KBS 뉴스 9       | 임시진행  | 2024년 9월 16일 ~ 20일 2024년 10월 21일 ~ 11월 1일 | 평일 임시진행 |
| 2024        | KBS1      | KBS 뉴스라인 W   | 임시진행  | 2024년 11월 27일 ~ 29일                            | 임시진행      |
| 2025 ~      | KBS1      | KBS 뉴스라인 W   | 정식진행  | 2025년 3월 10일 ~ 현재                             |               |

## 수상
- 2003년 KBS 보도금상
- 2006년 KBS 보도우수상
- 2011년 KBS 이달의 프로그램상

1. ↑  박장범의 휴가 및 한국방송공사 사장 후보 임명으로 인한 하차에 따른 평일 임시 진행